# Copa América 2021 (regata)
La Copa América 2021 fue la edición número 36 de la Copa América de Vela. Se disputó en el Golfo de Hauraki, en Auckland (Nueva Zelanda) entre el 6 y el 17 de marzo, en yates de la clase AC75. Las Challenger Selection Series (Copa Prada) se disputaron entre el 15 de enero y el 22 de febrero de 2021.

## Participantes

### Defensor
No hubo Defender Selection Series, ya que el equipo Team New Zealand fue el elegido por el club defensor, el Real Escuadrón de Yates de Nueva Zelanda, para competir.
| Equipo           | Club                                     | Pabellón      |
| ---------------- | ---------------------------------------- | ------------- |
| Team New Zealand | Real Escuadrón de Yates de Nueva Zelanda | Nueva Zelanda |

### Retadores
Tras finalizar la 35ª edición, el Círculo de Vela Sicilia anunció que desafiaba al vencedor, convirtiéndose en el Challenger of Record para la 36.ª edición. También anunció que el equipo que presentará será el Luna Rossa Challenge.
Al término del plazo de inscripción de desafíos, el 30 de noviembre de 2018, se habían aceptado las inscripciones de los clubes: Club de Yates de Nueva York, Real Escuadrón de Yates, Real Club de Yates de Malta, Club de Yates de Long Beach y el consorcio del Real Club Neerlandés de Vela y Remo y del Real Club de Remo y Vela del Mosa.
El 31 de mayo de 2019 el Real Club de Yates de Malta retiró su desafío; el 1 de julio de 2019 se retiró el Real Club Neerlandés de Vela y Remo; y el 7 de diciembre de 2020 lo hizo el Club de Yates de Long Beach.
| Equipo                   | Club                                                                  | Pabellón       | Estatus                            |
| ------------------------ | --------------------------------------------------------------------- | -------------- | ---------------------------------- |
| Luna Rossa Challenge     | Círculo de Vela Sicilia                                               | Italia         |                                    |
| American Magic           | Club de Yates de Nueva York                                           | Estados Unidos |                                    |
| INEOS Team UK            | Real Escuadrón de Yates                                               | Reino Unido    |                                    |
| Stars & Stripes Team USA | Club de Yates de Long Beach                                           | Estados Unidos | Renuncia el 7 de diciembre de 2020 |
| DutchSail                | Real Club Neerlandés de Vela y Remo Real Club de Remo y Vela del Mosa | Países Bajos   | Renuncia el 1 de julio de 2019     |
| Malta Altus Challenge    | Real Club de Yates de Malta                                           | Malta          | Renuncia el 31 de mayo de 2019     |

El vencedor de las Challenger Selection Series fue el Luna Rossa Challenge del Círculo de Vela Sicilia, que recibió la Copa Prada, trofeo que sustituye al anterior, la Copa Louis Vuitton, debido a la finalización de su periodo de patrocinio. Perdió el America's Cup match ante el defensor, el Real Escuadrón de Yates de Nueva Zelanda por 7 regatas a 3.